# Australaziatisch gebied

Het Australaziatisch gebied

Het Australaziatische gebied is een ecozone in de biogeografie: het gebied dat het oostelijk deel van Indonesië (ten oosten van Sulawesi), Papoea-Nieuw-Guinea, Australië, Nieuw-Zeeland en de eilanden in de Grote Oceaan, waaronder Vanuatu, de Salomonseilanden, Nieuw-Caledonië en Fiji, omvat.

## Grensverschillen
De grenzen van dit gebied zijn soms onduidelijk. De regio van Sulawesi, de Kleine Soenda-eilanden, de Molukken en omliggende eilanden, Wallacea genoemd, wordt soms tot het Oriëntaals gebied en soms tot het Australaziatisch gebied gerekend. Verder van Nieuw-Guinea af in de Grote Oceaan wordt het vaak onduidelijk of de eilanden tot het Australaziatisch gebied of tot bijvoorbeeld het Oriëntaals gebied behoren. Als florarijk wordt Nieuw-Guinea vaak niet tot Australis maar tot Paleotropis gerekend. Als WWF-ecozone behoort het tot het Austraziatisch gebied, maar de eilanden verder oostelijk, zoals Fiji worden tot een aparte ecozone gerekend, het Oceanisch gebied. Soms wordt het zuidelijke eiland van Nieuw-Zeeland ook tot een ander florarijk gerekend: Antarctis.

## Biologie
Vanuit biologisch oogpunt is de Australaziatische ecozone een gebied met een gemeenschappelijke evolutionaire geschiedenis en veel unieke planten en dieren, sommige algemeen over het gehele gebied en andere specifiek voor een bepaald deel maar met gelijke oorsprong. De langdurige geïsoleerde positie van het gebied heeft geleid tot deze vaak unieke plant- en diersoorten. Voorbeelden van dieren die alleen in het Australaziatisch gebied voorkomen zijn verschillende buideldieren en alle eierleggende zoogdieren.